# ギアナ高地

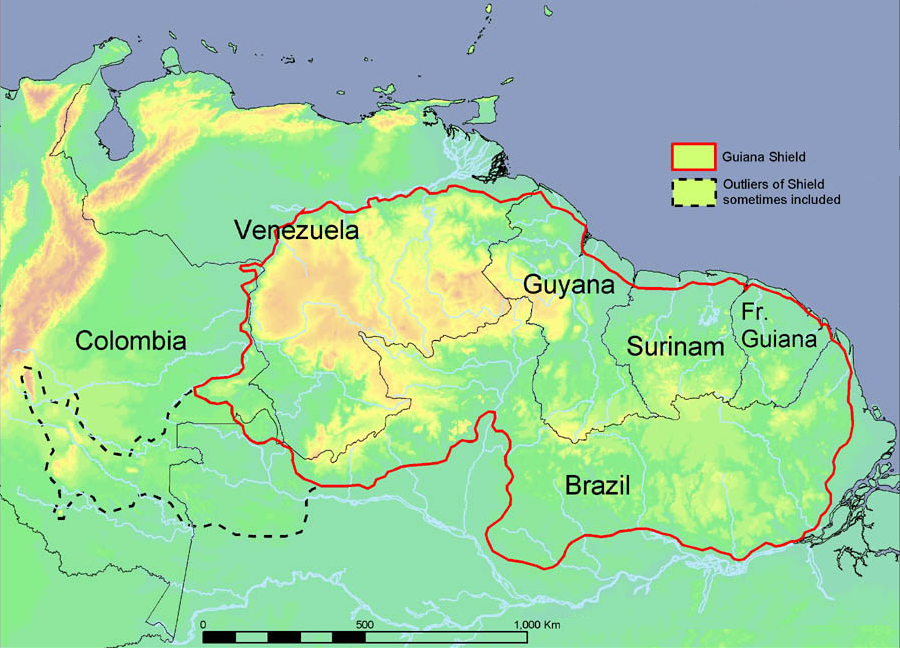
ギアナ高地の領域

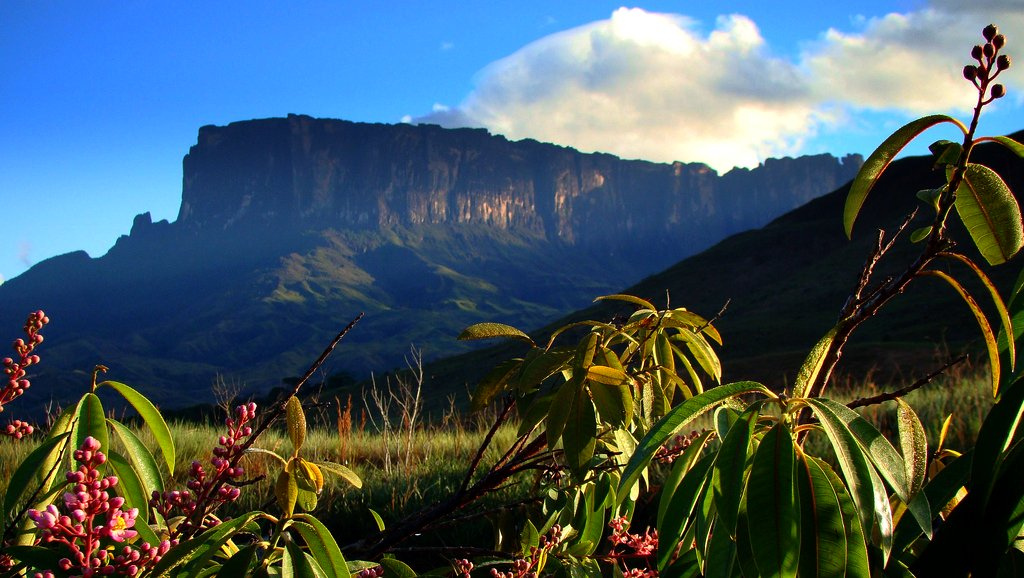
テーブルマウンテン（クケナン山）

ギアナ高地（ギアナこうち、英:Guiana Shield、西: Escudo guayanés、葡: Planalto das Guianas、仏: Plateau des Guyanes、蘭: Hoogland van Guyana）は、南アメリカ大陸の北部、オリノコ川、アマゾン川、およびアマゾン川の支流の1つ、ネグロ川に囲まれた地域に存在するコロンビア、ベネズエラ、ガイアナ、スリナム、フランス領ギアナ、ブラジルの6か国と地域にまたがる高地である。中心はベネズエラのカナイマ国立公園で、面積約3万平方キロメートルで日本の中国地方に匹敵する。一般には、オリノコ川とエセキボ川に囲まれた地域に点在するテーブルマウンテン（テプイ）を指す。

## 地形
ギアナ高地は、ギアナ楯状地ともよばれ、ほぼ垂直に切り立ったテーブルマウンテンが数多く点在する。その数は、100を超えるといわれている。標高の高いテーブルマウンテンは、ギアナ高地内でもエセキボ川の西側に多くあり、ネブリナ山（3014m）、ロライマ山（2810m）などがある。エセキボ川の東側のテーブルマウンテンは比較的小規模で標高は1000m以下のものが大多数を占める。

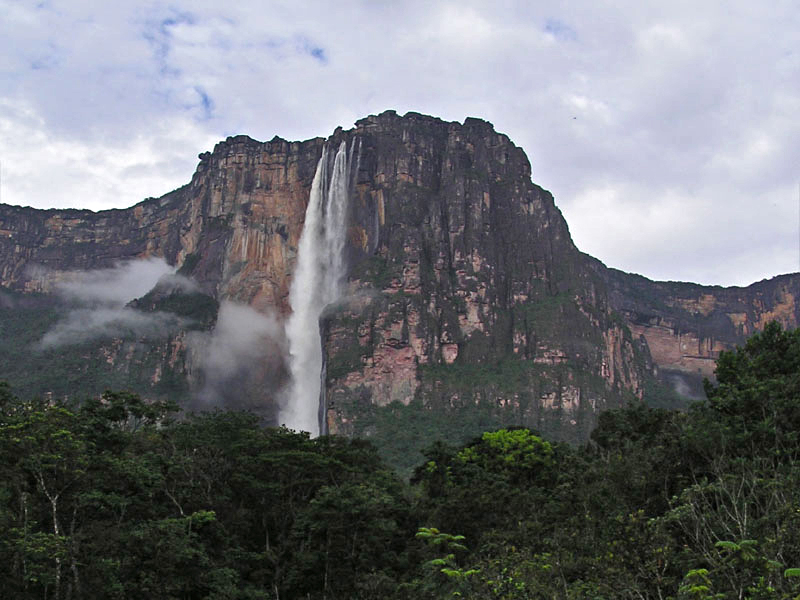
エンジェルフォール

テーブルマウンテンの1つ、アウヤンテプイには、世界最大の落差を持つ滝、エンジェルフォールがある。
同じくテーブルマウンテンのひとつ、サリサリニャーマには、現在確認されているだけで8つの大穴が空いており、最大のものは直径・深さとも350mある。あまりの深さのために、鳥類（アブラヨタカなど）の往来を除いて穴の内部と外部はほぼ隔絶されており、独自の生態系を築いている。

## 地質
ギアナ高地を形成している岩石は、主に20億年から14億年前の先カンブリア時代に堆積した砂岩や珪岩からなり、擬似カルストを呈し、巨大な縦穴の存在が知られている。
6億年前に存在したゴンドワナ大陸がプレートテクトニクスで複数の大陸に分裂して現在の位置に移動した中で、ギアナ高地の部分は大陸移動の回転軸に当たり、ゴンドワナ大陸の時代からほとんど移動していないと推定されている。
ギアナ高地とアマゾン川を挟んだ位置に存在するブラジル高原も同様の地質学的特徴を持っている。ギアナ高地付近は鉄鉱石、希少金属類など豊富な地下資源の存在が確認されている。

## 気候
ギアナ（ガイアナ）は水の国という意味であり、その名の通り、年間4000mmを超える降水量がある。年間を通して北東からの貿易風が吹き込む。これがギアナ高地にぶつかり、周囲に大量の降水量をもたらす原因であると考えられている。乾季は12月から4月、雨季は5月から11月である。

## その他

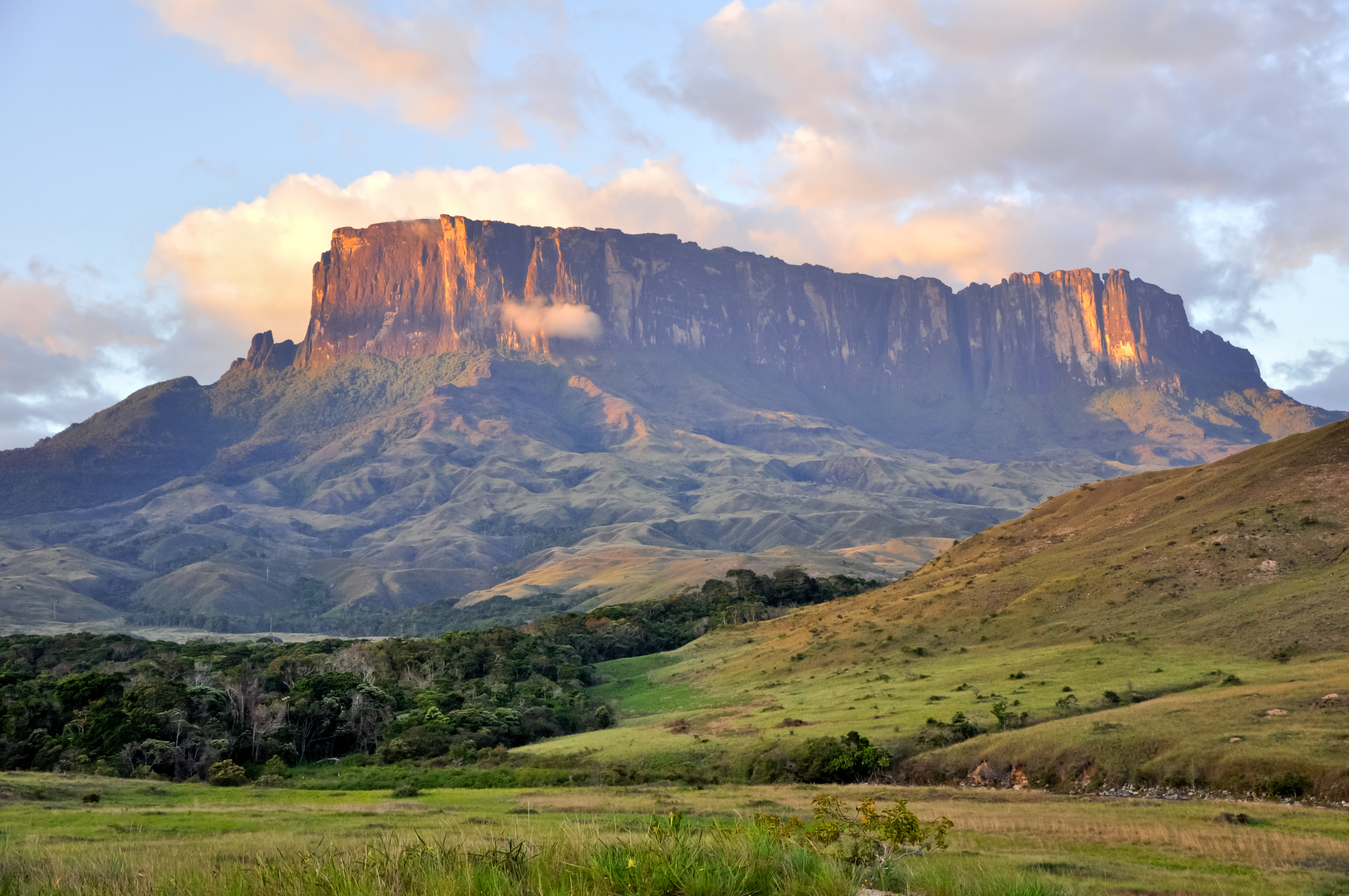
ロライマ山

ロライマ山はアーサー・コナン・ドイルの小説『失われた世界』の舞台にもなった。ロライマ山やエンジェルフォールを含むカナイマ国立公園は世界遺産（自然遺産）にも登録されている（1994年）。近年は観光客の増加に伴い、排泄物による汚染や今までギアナ高地になかった種が持ち込まれるなど、環境破壊が進んでいる。

## 舞台とする作品
- 太陽の勇者ファイバード
- ウルトラマンパワード
- 機動武闘伝Gガンダム
- 機動戦士ガンダム THE ORIGIN
- ガンダム Gのレコンギスタ